# ناپلئون (میسوری)
ناپلئون (به انگلیسی: Napoleon) یک شهر در ایالات متحده آمریکا است که در شهرستان لافایت، میزوری واقع شده‌است. ناپلئون ۴٫۵۳ کیلومتر مربع مساحت و ۲۲۲ نفر جمعیت دارد و ۲۲۸ متر بالاتر از سطح دریا قرار دارد.